# Merremia cissoides
Merremia cissoides är en vindeväxtart som först beskrevs av Jean-Baptiste de Lamarck, och fick sitt nu gällande namn av Hall. f. Merremia cissoides ingår i släktet Merremia och familjen vindeväxter. Inga underarter finns listade i Catalogue of Life.

## Bildgalleri

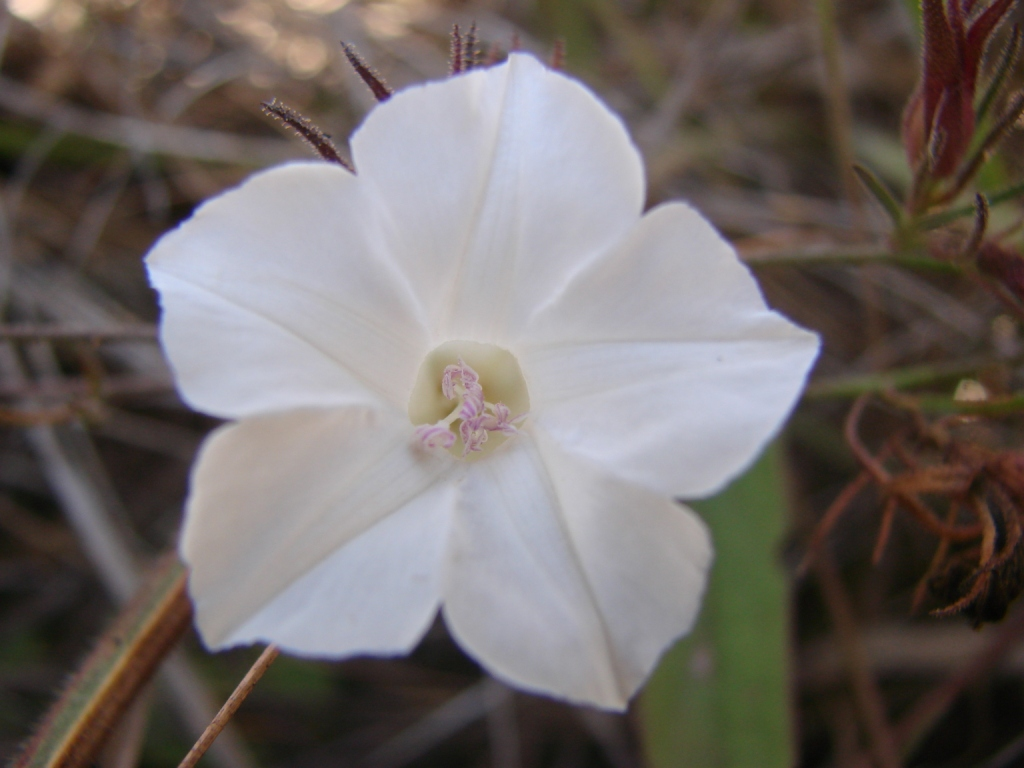